# Paliivka
Paliivka  (ucraniano: Паліївка) es una localidad del Raión de Odesa en el Óblast de Odesa de Ucrania. Según el censo de 2001, tiene una población de 322 habitantes.